# Jaime Barcelos
Jaime Jaimovich, mais conhecido como Jaime Barcelos (Rio de Janeiro, 30 de março de 1930 – Rio de Janeiro, 24 de dezembro de 1980) foi um ator, radioator, diretor, roteirista, produtor, professor de interpretação e garoto-propaganda brasileiro.

## Biografia
Nascido como Jaime Jaimovich em 30 de março de 1930, na cidade do Rio de Janeiro. É descendente de judeus, sendo sua mãe Zisla Jaimovich.
Iniciou sua carreira ainda na Rádio MEC onde trabalhara de 1945 a 1950. Já como ator sua estreia dera-se na peça Já É Manhã no Mar (1947), com direção de Dulcina de Moraes, sendo que nesse mesmo ano fora dirigido por Esther Leão em mais duas peças. Já em cinema estreara em Modelo 19 (1951), tendo participado de filmes até 1958. Retornara ao cinema apenas em 1972. Sua última participação em filmes fora em 1978 em A Morte Transparente, de  Carlos Hugo Christensen. 
Estreara na televisão em 1951 no Grande Teatro Tupi, em meados da década de 1950 estrela vários teleteatros na TV Tupi. Sua primeira novela diária foi  Os Quatro Filhos na TV Excelsior.
Foi casado com a atriz Sônia Greiss, teve dois filhos, entre eles o ator Daniel Barcelos   e Joel Jaimovich ; e morreu vítima de um edema pulmonar quando dirigia seu carro no bairro de Vila Isabel, no Rio de Janeiro. Jaime foi sepultado no Cemitério Israelita de Vila Rosali, no município de São João de Meriti, RJ.

## Carreira

### Na televisão
| Ano  | Título                      | Personagem         | Notas                                      |
| ---- | --------------------------- | ------------------ | ------------------------------------------ |
| 1951 | Grande Teatro Tupi          | —                  | 2 episódios                                |
| 1953 | Grande Teatro Tupi          | —                  | 2 episódios                                |
| 1954 | TV de Vanguarda             | Helmer             | Episódio: Casa de Bonecas                  |
| 1954 | TV de Vanguarda             | Duncan             | Episódio: "Macbeth"                        |
| 1955 | Oliver Twist                | Fagin              |                                            |
| 1955 | Caminhos Sem Fim            | —                  |                                            |
| 1955 | Legionário Invencível       | —                  |                                            |
| 1955 | Bocage                      | Bocage             |                                            |
| 1956 | E o Vento Levou             | Gerald O'Hara      |                                            |
| 1956 | TV de Vanguarda             | Marmaladov         | Episódio: "Crime Castigo"                  |
| 1957 | TV de Vanguarda             | Corregedor         | Episódio: "O Chapéu de Três Bicos"         |
| 1957 | TV de Vanguarda             | Larssen            | Episódio: "O Lobo do Mar"                  |
| 1958 | Marcelino Pão e Vinho       | Frei Papinha       |                                            |
| 1958 | TV de Comédia               | Magalhães          | Episódio: "O Fantoche"                     |
| 1958 | TV de Vanguarda             | Napoleão Bonaparte | Episódio: "O Grande Amor de Maria Waleska" |
| 1958 | TV de Vanguarda             | General Assolant   | Episódio: "O Preço da Glória"              |
| 1958 | TV de Vanguarda             | Al                 | Episódio: "O Comediante"                   |
| 1958 | TV de Vanguarda             | Monsieur Grandet   | Episódio: "Eugenia Grandet"                |
| 1959 | TV de Vanguarda             | Coronel            | Episódio: "Beata Maria do Egito"           |
| 1959 | TV de Vanguarda             | Joe                | Episódio: "Casa de Estranhos"              |
| 1960 | TV de Vanguarda             | Vários personagens | 4 episódios                                |
| 1960 | Doce Lar Teperman           | Pai                |                                            |
| 1963 | A Morta Sem Espelho         | Jomar              |                                            |
| 1965 | Os Quatro Filhos            | Mr. Ronald         |                                            |
| 1966 | O Rei dos Ciganos           | Miguel             |                                            |
| 1967 | A Rainha Louca              | Françoise          |                                            |
| 1968 | A Gata de Vison             | Cardinalle         |                                            |
| 1968 | Beto Rockfeller             | Fernando           |                                            |
| 1969 | Super Plá                   | Cabrão             |                                            |
| 1970 | A Gordinha                  | Balbino            |                                            |
| 1970 | Toninho on the rocks        | Bráulio            |                                            |
| 1971 | A Selvagem                  | Pablo              |                                            |
| 1971 | Hospital                    | Miguel             |                                            |
| 1971 | O Preço de um Homem         | Roberval           |                                            |
| 1972 | Bicho do Mato               | Dr. Gurgel         |                                            |
| 1972 | Jerônimo, o Herói do Sertão | Dr. Pileque        |                                            |
| 1974 | Fogo Sobre Terra            | Heitor Gonzaga     |                                            |
| 1975 | Gabriela                    | Dr. Ezequiel Prado |                                            |
| 1975 | A Moreninha                 | João Bala          |                                            |
| 1976 | Anjo Mau                    | Rui                |                                            |
| 1976 | Duas Vidas                  | Geraldo            |                                            |
| 1977 | Sem Lenço, Sem Documento    | Heleno             |                                            |
| 1977 | Sítio do Picapau Amarelo    | Teodorico          |                                            |
| 1978 | Aritana                     | Nhonhô Correia     |                                            |
| 1980 | Olhai os Lírios do Campo    | Padre Giácomo      |                                            |

### No cinema
| Ano  | Título                    | Personagem          |
| ---- | ------------------------- | ------------------- |
| 1950 | Modelo 19                 | Hans                |
| 1951 | Presença de Anita         | Escrivão            |
| 1951 | Susana e o Presidente     | Mensageiro          |
| 1951 | O Comprador de Fazendas   | —                   |
| 1952 | Apassionata               | Advogado de Rogério |
| 1953 | Uma Pulga na Balança      | —                   |
| 1953 | Destino em Apuros         | —                   |
| 1953 | Uma Vida Para Dois        | —                   |
| 1954 | Floradas na Serra         | Gerente             |
| 1954 | A Sogra                   | —                   |
| 1956 | O Sobrado                 | Tinoco              |
| 1957 | Rebelião em Vila Rica     | —                   |
| 1957 | Absolutamente Certo       | Capanga             |
| 1958 | O Grande Momento          | Atílio Santini      |
| 1972 | A Marcha                  | Abolicionista       |
| 1974 | Motel                     | Gustavo             |
| 1974 | Macho e Fêmea             | Professor Kunz      |
| 1975 | Deixa, Amorzinho... Deixa | —                   |
| 1976 | Tem Folga na Direção      | Bêbado do bar       |
| 1976 | Crueldade Mortal          | Gustavo             |
| 1976 | O Pai do Povo             | —                   |
| 1977 | Os Pastores da Noite      | —                   |
| 1977 | Os Amores da Pantera      | Izar Farini         |
| 1977 | Ódio                      | Mário Barcelos      |
| 1978 | A Volta do Filho Pródigo  | Macedo              |
| 1978 | A Morte Transparente      | Delegado Costa      |

## Teatro[4]
- 1947 - Já É Manhã no Mar
- 1947 - Seremos Sempre Crianças
- 1947 - Para Além da Vida
- 1949 - Arlequim, Servidor de Dois Amos
- 1949 - Simbita e o Dragão
- 1949 - Sonho de uma Noite de Verão
- 1949 - Tragédia em New York
- 1950 - Escândalos 1950
- 1950 - O Homem, a Besta e a Virtude
- 1951 - Massacre
- 1952 - Antígona
- 1952 - Vá com Deus
- 1953 - A Ilha das Cabras
- 1953 - A Falecida Mrs. Blake
- 1953 - A Toga Branca
- 1954 - A Tia de Carlitos
- 1964 - Perversão
- 1965 - A Grande Chantagem
- 1966 - O casamento do senhor Mississipi
- 1966 - O Santo Inquérito
- 1966 - Tartufo
- 1967 - De Brecht a Stanislaw Ponte Preta - o Febeapa
- 1969 - A Celestina
- 1970 - Álbum de Família
- 1970 - O Preço
- 1971 - Na Tonga da Mironga do Kabuletê
- 1972 - Abelardo e Heloísa
- 1972 - Tango
- 1973 - Da Necessidade de Ser Polígamo
- 1974 - Dança Lenta no Local do Crime
- 1975 - Testemunha da Acusação
- 1976 - Tudo no Escuro
- 1976 - Lisístrata ou A Guerra do Sexo
- 1977 - Fim de Papo
- 1979 - Palhaços de Ouro